# Thamithericles
Thamithericles is een geslacht van rechtvleugeligen uit de familie Thericleidae. De wetenschappelijke naam van dit geslacht is voor het eerst geldig gepubliceerd in 1977 door Descamps.

## Soorten
Het geslacht Thamithericles omvat de volgende soorten:
- Thamithericles birunga Sjöstedt, 1923
- Thamithericles croceosignatus Bolívar, 1914
- Thamithericles depressifrons Bolívar, 1908
- Thamithericles fizianae Descamps, 1977
- Thamithericles flaviceps Descamps, 1977
- Thamithericles genisflammeis Descamps, 1977
- Thamithericles gnu Karsch, 1896
- Thamithericles kasaiensis Descamps, 1977
- Thamithericles menieri Descamps, 1979
- Thamithericles notabilis Descamps, 1977
- Thamithericles obsoletus Descamps, 1977
- Thamithericles quagga Karsch, 1893
- Thamithericles tanzaniae Descamps, 1977